# E=MC² (album Mariah Carey)
E=MC² – jedenasty album studyjny amerykańskiej piosenkarki Mariah Carey. W pierwszym tygodniu od premiery w USA sprzedał się w 462 971 egzemplarzy i zadebiutował na 1. miejscu listy Billboard 200.

## Tytuł
Do końca nie było wiadomo, jaki będzie nosił tytuł nowy album, ponieważ sama Mariah nie wiedziała, jak powinien brzmieć aby dobrze odzwierciedlał zawartość krążka. Podczas odsłuchania płyty 16 stycznia 2008 w Londynie do informacji publicznej szef wytwórni Def Jam, Antionio L.A. Reid podał propozycję tytuł płyty, który brzmiał That Chick jednocześnie zaznaczył, że nie jest to ostateczny tytuł nowego dzieła Mariah i zapewnił, że premiera płyty odbędzie się w kwietniu. Jednak już niespełna miesiąc później, bo 12 lutego oficjalnie został podany ostateczny tytuł i od tego czasu album nazywa się E=MC². Informacje, że album będzie "formą kontynuacji" The Emancipation of Mimi, który okazał się być wielkim hitem przyczyniającym się do powrotu Mariah na szczyt wywołały fale spekulacji mówiące o tym, że tytuł długo oczekiwanego albumu bierze się stąd, że album jest "bombowy". Jednak Mariah zdementowała fakt, że wzór Einsteina i jego znaczenie jest czynnikiem, który odzwierciedla płytę i tłumaczy, że niepozornie tytuł ma bardzo dużo wspólnego z ostatnim jej krążkiem. Otóż ze wzoru z "definicji Mariah" wynika, że Emancypacja = Mariah Carey ² (część II).

## Odsłuch w Londynie
16 stycznia w Londynie doszło do odsłuchania płyty Mariah i Janet Jackson "Discipline", która rozpoczęła współpracę z wytwórnią Island. Podczas odsłuchu dziennikarze mieli okazje wysłuchać 10 premierowych utworów, które zebrały obiecujące noty i pozytywne recenzje. Szczególnie szeroko komentowanym utworem był "Migrate", o którym mówiono jako o faworycie wśród zaprezentowanych utworów i wielkim hicie. Piosenki, których tego wieczoru w londyńskim hotelu zaproszeni mogli usłyszeć to:
- "Touch My Body"
- "Migrate"
- "Heat"
- "For Real, For Real"
- "That Chick"
- "Cruise Control"
- "O.O.C"
- "Bye Bye"
- "Love Story"
- "I'll Be Lovin' U Long Time"

## Album i jego historia
E=MC² oprócz tytułu, który jest powiązany z The Emancipation of Mimi, ma jeszcze jedną wspólną cechę łącząca oba albumy. Praca nad albumem w początkowej fazie przeplatała się z trasą koncertową The Adventures of Mimi bo już tam, w specjalnie przystosowanym autobusie do potrzeba Mariah i trasy powstawały pierwsze teksty nowych piosenek. Ostateczne wersje nagrań wokali trwały miesiąc w ekskluzywnej willi ze studiem nagraniowym na wyspie Anguilli, gdzie częstym gościem był producent muzyczny Bryan Michael Cox, producenci mijali się ponieważ każdy z nich pracował w pojedynkę z Mariah. Z zarejestrowanego nagrania wideo, które było opublikowane na oficjalnej stronie wynika, że JD pracował na przełomie stycznia i lutego. Podczas jednego z wywiadów dla magazynu VIBE, T.I. mówił o współpracy z piosenkarką nad nowym jej krążkiem i wyznając, że na wyspie odwiedzali ją Polow Da Don i Will.i.am, który jak później się okazało stał się jednym z producentów. 22 listopada 2007 wyznała, że jest już prawie gotowa do rozpoczęcia promocji twierdząc, że na ową chwilę ma nagrane 22 utwory, a opóźnienia związane były z braku odpowiedniego tytułu płyty. Na nowym krążku nie mogło zabraknąć nowego stylu, po który zazwyczaj sięgała i oprócz charakteryzującego osobę Mariah obok popu i R&B sięgnęła po raz pierwszy po reggae. Eksperymentując z tym gatunkiem chciała osiągnąć klimat etniczny pochodzenia tego stylu i dlatego uważała, że jedyną drogą do osiągnięcia zamierzonego celu jest zaproszenie po współpracy rdzennego artystę jamajskiego pochodzenia. Na płycie zawarła w tekstach swoje "niepokoje" związane z przeszłością, które mimo upływu czasu towarzyszą jej. "Side Effects" jest piosenką, w której śpiewa o swoim nieudanym małżeństwie i o tym czym ono dla niej się stało na przestrzeni czasu przyrównując je do "stworzenia piekła" w ich życiu. Podczas pracy nad "I'm That Chick" wykorzystała sample Michaela Jacksona z piosenki "Off the Wall" i z "Stay with Me" Marka DeBarge w "I'll Be Lovin' U Long Time".
Kolejnym utworem, w którym widać refleksje dotyczącą czasu przemijania, brak niewystarczającej siły aby przygotować się na odejście najbliższych ci osób i straconego czasu, który mógł być inaczej wykorzystany, przez co w utworze można dopatrywać się odniesienia do zmarłego w 2002 roku jej ojca. Utwór zamykający płytę, "I Wish You Well" w akompaniamencie pianina utrzymany jest w stylu gospel, gdzie w tekście znalazły się cytaty pochodzące z Biblii.

## Single
"Touch My Body" został wybrany na pierwszy singel z albumu. Piosenka otrzymała pozytywne opinie od krytyków muzyki – na przykład, krytyk amerykańskiego magazynu Blender powiedział: "geniusz popu stworzył popowy geniusz". Singel osiągnął międzynarodowy sukces, zajmując miejsca w pierwszej dziesiątce w wielu krajach, ale największy sukces odniósł w USA, gdzie na liście Billboard Hot 100 skoczył z 53. pozycji na sam szczyt, dając Carey osiemnasty singel na szczycie amerykańskiej listy. Mariah znalazła się na drugim miejscu artystów z największą liczbą "szczytowców" (singli na szczycie) w erze rocka oraz na pierwszej pozycji wśród solowych artystów, ściągając z tronu Elvisa Presleya. Piosenka otrzymała miano "rekordowego debiutu w internetowej sprzedaży", z 286 tysiącami kopii sprzedanymi w pierwszym tygodniu od premiery

## Osiągnięcia
Album tylko w dniu premiery został sprzedany w Stanach Zjednoczonych w nakładzie 154 000, a w pierwszym tygodniu 475 000 kopii i zarazem jest to szósty numer 1 wśród albumów dla Mariah. W drugim tygodniu sprzedał się w 182 tys. i ponownie zajął pierwszą pozycję w USA.
Również w Wielkiej Brytanii album zadebiutował na 3. miejscu ze sprzedażą 34 769 i jest to pierwsza tak wysoka pozycja zajęta przez płytę Mariah na wyspach brytyjskich od czasów Butterfly, który wówczas zajął 2. miejsce z wynikiem 28 758 kopii krążka.
W Japonii E=MC² debiutuje na drugiej pozycji dzięki 36 600 zakupionym jednak ostatnia produkcja w tym kraju zadebiutowała na #2. z większym zainteresowaniem o 13 000 kopii.
Na liście United World Chart E=MC² zadebiutował na miejscu #1 i utrzymał tę pozycję w drugim tygodniu z łączną sprzedażą w drugim tygodniu 289 000 kopii.
| Kraj            | Pozycja |
| --------------- | ------- |
| USA             | 1       |
| Kanada          | 1       |
| Świat           | 1       |
| Australia       | 2       |
| Japonia         | 2       |
| Europa          | 3       |
| Wielka Brytania | 3       |
| Szwajcaria      | 5       |
| Francja         | 6       |
| Grecja          | 6       |
| Niemcy          | 7       |
| Irlandia        | 7       |
| Austria         | 8       |
| Włochy          | 9       |
| Nowa Zelandia   | 10      |
| Holandia        | 11      |
| Portugalia      | 15      |
| Hiszpania       | 16      |
| Belgia          | 17      |
| Norwegia        | 20      |
| Szwecja         | 22      |
| Polska          | 33      |
| Meksyk          | 43      |

## Opinie Krytyków
W lutym The Observer przesłuchał album i dał mu 4 z 5 gwiazdek mówiąc, że "Każdy utwór jest dźwiękowo precyzyjnie dopasowany, to tak jakby miał wydobywać się od urodzenia z Hummera w Miami w słoneczną sobotę." i nazwał ją "liderką w paczce" takich artystów jak Mary J. Blige czy Alicia Keys.
Krytycy również zgodzili się co do tego, że jej głos jest wciąż w dobrym stanie, Fox News i RWD dodali: "Jej sławny pięciooktawowy głos przeszedł wiele przez lata, ale wciąż potrafi wydobywać dźwięki od tych najwyższych po najniższe rejestry jak żaden inny".

## Lista utworów
| 1.  | 1.  | 1.  | 1.  | Migrate                                                                                | Mariah Carey, Nate "Danja" Hills, Belawa Muhammad, Faheem "T-Pain" Najm                                                                | Mariah Carey, Nate "Danja" Hills                                                       | 3:47                                                                                   |                                                                                        |                                                                                        |                                                                                        |                                                                                        |
| 2.  | 2.  | 2.  | -   | Touch My Body                                                                          | Mariah Carey, Crystal "Cristyle" Johnson, Terius "The-Dream" Nash, Christopher "Tricky" Stewart                                        | Mariah Carey, Terius "The-Dream" Nash, Christopher "Tricky" Stewart                    | 3:24                                                                                   |                                                                                        |                                                                                        |                                                                                        |                                                                                        |
| 3.  | 3.  | 3.  | -   | Cruise Control (featuring Damian Marley)                                               | Mariah Carey, Jermaine Dupri,Crystal "Cristyle" Johnson, Damian Marley, Manuel Seal                                                    | Mariah Carey, Jermaine Dupri, Manuel Seal                                              | 3:32                                                                                   |                                                                                        |                                                                                        |                                                                                        |                                                                                        |
| 4.  | 4.  | 4.  | 2.  | I Stay in Love                                                                         | Mariah Carey, Bryan Michael Cox, Kaseem Dean, Adonis Shropshire                                                                        | Mariah Carey, Bryan Michael Cox                                                        | 3:32                                                                                   |                                                                                        |                                                                                        |                                                                                        |                                                                                        |
| 5.  | 5.  | 5.  | 3.  | Side Effects (featuring Young Jeezy)                                                   | Mariah Carey, J. Jenkins, Crystal "Cristyle" Johnson, Scott Storch                                                                     | Mariah Carey, Scott Storch                                                             | 4:22                                                                                   |                                                                                        |                                                                                        |                                                                                        |                                                                                        |
| 6.  | 6.  | 6.  | -   | I'm That Chick                                                                         | Johnta Austin, Mariah Carey, Mikkel S. Eriksen, Tor Erik Hermansen, Rodney Temperton                                                   | Mariah Carey, Stargate                                                                 | 3:31                                                                                   |                                                                                        |                                                                                        |                                                                                        |                                                                                        |
| 7.  | 7.  | 7.  | 4.  | Love Story                                                                             | Johnta Austin, Mariah Carey, Jermaine Dupri, Manuel Seal                                                                               | Mariah Carey, Jermaine Dupri, Manuel Seal                                              | 3:56                                                                                   |                                                                                        |                                                                                        |                                                                                        |                                                                                        |
| 8.  | 8.  | 8.  | 5.  | Butterfly                                                                              | Mariah Carey, Aldrin "DJ Toomp" Davis, Mark DeBarge, Crystal "Cristyle" Johnson, Etterlene Jordan                                      | Mariah Carey, Aldrin "DJ Toomp" Davis                                                  | 4:31                                                                                   |                                                                                        |                                                                                        |                                                                                        |                                                                                        |
| 9.  | 9.  | 9.  | 6.  | Last Kiss                                                                              | Mariah Carey, Jermaine Dupri, Manuel Seal, Johnta Austin                                                                               | Mariah Carey, Jermaine Dupri, Manuel Seal                                              | 3:36                                                                                   |                                                                                        |                                                                                        |                                                                                        |                                                                                        |
| 10. | 10. | 10. | 7.  | Thanx 4 Nothin'                                                                        | Mariah Carey, Jermaine Dupri, Manuel Seal                                                                                              | Mariah Carey, Jermaine Dupri, Manuel Seal                                              | 3:05                                                                                   |                                                                                        |                                                                                        |                                                                                        |                                                                                        |
| 11. | 11. | 11. | 8.  | O.O.C.                                                                                 | Mariah Carey, Kaseem Dean, Sheldon Harris                                                                                              | Kasseem "Swizz Beatz" Dean, Mariah Carey                                               | 3:26                                                                                   |                                                                                        |                                                                                        |                                                                                        |                                                                                        |
| 12. | 12. | 12. | 9.  | For the Record                                                                         | Mariah Carey, Bryan Michael Cox, Taurian "Adonis" Shropshire                                                                           | Mariah Carey, Bryan Michael Cox                                                        | 3:26                                                                                   |                                                                                        |                                                                                        |                                                                                        |                                                                                        |
| 13. | 13. | 13. | 10. | Honey                                                                                  | Mariah Carey, Mikkel S. Eriksen, Tor Erik Hermansen, Johnta Austin                                                                     | Mariah Carey, Stargate                                                                 | 5:06                                                                                   |                                                                                        |                                                                                        |                                                                                        |                                                                                        |
| 14. | 14. | 14. | 11. | I Wish You Well                                                                        | James Poyser, Mariah Carey, Mary Ann Tatum                                                                                             | Mariah Carey, James Poyser                                                             | 4:39                                                                                   |                                                                                        |                                                                                        |                                                                                        |                                                                                        |
| °   | ¹   | ²   | ³   | Bonus brytyjskiej (1767180), japońskiej (UICL-9068) i australijskiej (1767179) wersji. | Bonus brytyjskiej (1767180), japońskiej (UICL-9068) i australijskiej (1767179) wersji.                                                 | Bonus brytyjskiej (1767180), japońskiej (UICL-9068) i australijskiej (1767179) wersji. | Bonus brytyjskiej (1767180), japońskiej (UICL-9068) i australijskiej (1767179) wersji. | Bonus brytyjskiej (1767180), japońskiej (UICL-9068) i australijskiej (1767179) wersji. | Bonus brytyjskiej (1767180), japońskiej (UICL-9068) i australijskiej (1767179) wersji. | Bonus brytyjskiej (1767180), japońskiej (UICL-9068) i australijskiej (1767179) wersji. | Bonus brytyjskiej (1767180), japońskiej (UICL-9068) i australijskiej (1767179) wersji. |
| 15. | 15. | -   | -   | Heat                                                                                   | Mariah Carey, William "Will.I.Am" Adams, Keith Harris, Crystal "Cristyle" Johnson, Jon Fletcher, Jalil Hutchins, Larry Smith, R.Muller | William "Will.I.Am" Adams, Mariah Carey                                                | 3:36                                                                                   |                                                                                        |                                                                                        |                                                                                        |                                                                                        |
| °   | ¹   | ²   | ³   | Bonus wersji japońskiej (UICL-9068).                                                   | Bonus wersji japońskiej (UICL-9068).                                                                                                   | Bonus wersji japońskiej (UICL-9068).                                                   | Bonus wersji japońskiej (UICL-9068).                                                   | Bonus wersji japońskiej (UICL-9068).                                                   | Bonus wersji japońskiej (UICL-9068).                                                   | Bonus wersji japońskiej (UICL-9068).                                                   | Bonus wersji japońskiej (UICL-9068).                                                   |
| 16. | -   | -   | -   | 4real4real                                                                             | Mariah Carey, Bryan Michael Cox, Taurian "Adonis" Shropshire                                                                           | Bryan Michael Cox, Mariah Carey                                                        | 3:25                                                                                   |                                                                                        |                                                                                        |                                                                                        |                                                                                        |

° japońska wersja płyty.
¹ brytyjska i australijska wersja płyty.
² amerykańska i europejska wersja.
³ chińska wersja płyty (006025177404-0 2/GE0103C).
Dodatkowo na japońskiej wersji płyty został dołączony teledysk do piosenki "Touch My Body".

## Pozycje na listach przebojów, sprzedaż i certyfikaty
| Kraj             | Najwyższa pozycja | Certyfikat | Sprzedaż  |
| ---------------- | ----------------- | ---------- | --------- |
| Świat            | 1                 | 2x Platyna | 2,500,000 |
| Wielka Brytania  | 3                 | Złoto      | 100 000   |
| Australia        | 2                 | Złoto      | 35 000    |
| Korea Południowa | 1                 | Złoto      | 10 000    |
| USA              | 1                 | Platyna    | 1.600.000 |
| Kanada           | 1                 | 2x platyna | 200 000   |
| Filipiny         | 1                 | Złoto      | 15 000    |
| Japonia          | 7                 | Złoto      | 150 000   |
| Tajlandia        | 2                 | Złoto      | 10 000    |